# 謝法新
謝法新，CBE，JP（David Gregory Jeaffreson，1931年11月23日—2008年10月30日），前英國殖民地官員，1961年到香港出任政務主任，1970年代及1980年代歷任經濟司及保安司等職，期間同時出任立法局官守議員逾十年。他在1988年獲港督衛奕信爵士委任為廉政專員，至1991年卸任。此後他轉投商界，曾任國民亞洲有限公司副主席及建懋國際獨立非執行董事等職。

## 生平

### 早年生涯
謝法新在1931年11月23日生於英國利兹，祖籍英格蘭薩福克的費琳漢（Framlingham），父母分別名拜仁·萊斯利（Bryan Leslie Jeaffreson，1896年－1953年）及瑪嘉烈（Margaret Jeaffreson）。謝法新祖上為醫學世家，據稱在1836年進行英格蘭首宗卵巢切除手術；至於其父亦為醫生，擁有醫學士（MD）、英國皇家外科醫學院院士（FRCS）及英國皇家婦產科醫學院會員（MRCOG）等資格。
謝法新幼年入讀約克的布薩姆學校（Bootham School），後來在劍橋大學克莱尔学院取得文學碩士學位。他畢業後曾一度從軍，在1950年加入英國陸軍，並取得少尉軍階。謝法新在1955年加入英國政府，並被派到其位於非洲的託管地坦噶尼喀出任政務官，至1958年離任，翌年改到亨利閣鑄鐵廠（Henricot Steel Foundry）出任助理經理，但旋於1960年離職。

### 香港政府
在1961年，謝法新前往香港獲聘到政府出任政務主任，初期於財政科轄下工商署任職，1967年任助理工商司，至1972年累遷成副財政司。到1976年9月，他獲擢升為經濟司，期間曾署任過財政司，並主要負責經濟事務，1981年獲授CBE勳銜，以示嘉獎。謝法新復於1982年11月至1988年2月改任保安司，卸任前曾署任布政司六日。在任保安司期間，他曾主理過越南船民及為香港人引入英國國民（海外）國籍等敏感事務，另外又相當關注治安及毒品等議題。1985年5月，謝新法因為忠信錶行械劫案的警察行動，在立法局接受質詢。
在1976年9月至1988年2月期間，除開1985年至1986年會期外，謝法新亦同時出任立法局官守議員一職逾十年有多，他在1988年2月卸下保安司及立法局職務時，特別獲港督衛奕信爵士及立法局首席非官守議員鄧蓮如表揚。
謝法新在1988年2月29日獲港督衛奕信爵士正式委任接替班乃信為廉政專員，任內偵破多宗商業詐騙及貪污案件，並加強與中國大陸的反貪污機構合作，至1991年11月30日卸任，退出政府，由歐亮賢接任。

### 晚年生涯
謝法新退休後留在香港發展，並轉而從商，自1992年起成為國民亞洲有限公司（Big Island Asia Limited）副主席；至2002年1月2日起進而獲上市地產公司建懋國際委任為獨立非執行董事。另外，謝法新在1992年2月1日獲港府委任為公務員敘用委員會委員，至2002年1月31日卸任。
謝法新曾在2007年12月與多位前任廉政專員，出席北角新落成的廉政公署總部大樓開幕儀式。他在2008年10月30日因病卒故於香港，終年76歲，時任行政長官曾蔭權及廉政專員湯顯明皆深表哀悼。

## 家庭
謝法新於1959年娶伊莉莎伯·瑪麗·積遜（Elizabeth Marie Jausions），育有兩子兩女，謝法新身故時，妻子及一子兩女仍然在世。謝法新生前居於薄扶林，亦為皇家香港遊艇會會員。

## 榮譽
- J.P. （官守，1963年）
- C.B.E. （1981年）
- J.P. （非官守，1998年7月1日）

### 英文資料
- British Journal of Obstetrics and GynaecologyArchive.today的存檔，存档日期2011-08-13 Volume 60 Issue 4, BJOG, August 1953.
- Edited by Kevin Sinclair, Who's who in Hong Kong, Hong Kong: Who's Who in Hong Kong Ltd.: Asianet Information Services Ltd., 1988.
- Who's Who, A & C Black, 2008.

### 中文資料
- 《立法局會議過程正式紀錄（页面存档备份，存于）》，香港：香港立法局，1988年2月10日。
- 〈保安司謝法新突然「官運亨通」，月底任署理布政司〉，《華僑日報》第二張第一頁，1988年2月10日。
- 〈謝法新服務立局十年，獲港督及鄧蓮如讚揚〉，《大公報》第二張第五版，1988年2月11日。
- 《公務員敘用委員會二零零零年年報》，公務員敘用委員會，2000年。
- 〈公務員敘用委員會新任命〉，《新聞資訊》，公務員事務局，2002年1月11日。
- 〈地產代理涉貪升逾兩成（页面存档备份，存于）〉，《太陽報》，2007年12月9日。
- 《建懋國際有限公司－2008年報（页面存档备份，存于）》，建懋國際，2008年5月29日。
- 〈行政長官對謝法新逝世深表哀痛（页面存档备份，存于）〉，《新聞公報》，2008年10月30日。
- 〈獨立非執行董事逝世（页面存档备份，存于）〉，《公告》，建懋國際，2008年10月31日。
- 〈前任廉政專員謝法新逝世〉，《蘋果日報》，2008年10月31日。

## 外部連結
- 行政長官對謝法新逝世深表哀痛（页面存档备份，存于），香港政府
- 湯顯明對謝法新逝世深感悲痛[]，香港電台
- 凝聚群力，共建廉政（页面存档备份，存于），廉政公署
- 建懋國際（页面存档备份，存于）

| 官衔            | 官衔                   | 官衔            |
| --------------- | ---------------------- | --------------- |
| 前任者： 鍾信   | 經濟司 1976年–1982年   | 繼任者： 翟克誠 |
| 前任者： 戴宏志 | 保安司 1982年–1988年   | 繼任者： 班乃信 |
| 前任者： 班乃信 | 廉政專員 1988年–1991年 | 繼任者： 歐亮賢 |

1. ↑  . England and Wales Birth Registration Index, 1837-2008. 2014-10-01  [2022-05-08]. （原始内容存档于2022-05-08） –FamilySearch （英语）.